# استان مارانیون
استان مارانیون (به اسپانیایی: Provincia de Marañón) یک استان در پرو است که در منطقه اوئانوکو واقع شده‌است. استان مارانیون ۴٬۸۰۱٫۵۰ کیلومتر مربع مساحت و ۲۴٬۷۳۴ نفر جمعیت دارد.
۷۴٫۸۴٪ مردم این استان به زبان اسپانیایی و ۲۴٫۷۵٪ به زبان‌های کچوا صحبت می‌کنند.